# Parafia Świętego Krzyża w Bytomiu-Miechowicach
Parafia Świętego Krzyża w Bytomiu-Miechowicach – parafia rzymskokatolicka w Bytomiu-Miechowicach w diecezji gliwickiej, dekanatu Bytom-Miechowice.

## Historia
Jedna z najstarszych parafii w Polsce, powstała w 1336 roku.
Pierwszym proboszczem parafii Świętego Krzyża po wybudowaniu nowego kościoła był ks. Józef Preuss. Jego grób znajduje się tuż obok kościoła w miejscu prezbiterium tymczasowej kaplicy, w której odprawiano nabożeństwa podczas budowy kościoła. Ostatnim proboszczem parafii od 1976 r. do 2008 r. był ks. prałat Jan Plichta. 
Od momentu objęcia parafii przez księdza Plichtę kościół przeszedł gruntowny remont wewnątrz i zewnątrz. W 1991 wybudowano nową plebanię, dom katechetyczny oraz parking. Wszystkie prace zakończyły się w 1999. Również od 1991 r. w kościele w każdą sobotę, odprawiane są Msze św. w j. niemieckim. Obecnie od 2008 r. urząd proboszcza tej parafii objął ks. Bartosz Podhajecki.